# Eutrichota occidentalis
Eutrichota occidentalis är en tvåvingeart som beskrevs av Griffiths 1984. Eutrichota occidentalis ingår i släktet Eutrichota och familjen blomsterflugor. Inga underarter finns listade i Catalogue of Life.